# Коста (Алесандрија)
Коста је насеље у Италији у округу Алесандрија, региону Пијемонт.
Према процени из 2011. у насељу је живело 278 становника. Насеље се налази на надморској висини од 284 м.